# Меос, Борис Карлович
Борис Карлович Меос (эст. Boris Meos, 27 марта 1916, Юрьев, Лифляндская губерния — 10 марта 1992, Таллин) — советский борец вольного стиля, призёр чемпионатов СССР, мастер спорта СССР. Участник Великой Отечественной войны. Тренер общества «Спартак» (Таллин, 1946—1970), затем «Калев» (Таллин).

## Спортивные результаты
- Чемпионат СССР по вольной борьбе 1948 года — ;
- Чемпионат СССР по вольной борьбе 1950 года — ;
- Чемпионат СССР по вольной борьбе 1951 года — ;

## Известные ученики
- Саар, Эндель Августович (1928—1987) — чемпион и призёр чемпионатов СССР, мастер спорта СССР;
- Тийт Мадалвее — чемпион и призёр чемпионатов СССР, мастер спорта СССР.

## Смерть и похороны
Умер 10 марта 1992 года в Таллине. Похоронен в Таллине на Лесном кладбище.